# Církevní oblast Toskánsko
Církevní oblast Toskánsko (ital. Regione ecclesiastica Toscana) je jedna z 16 církevních oblastí, do nichž je rozdělena římskokatolická církev v Itálii. Její hranice se z valné části kryjí s hranicemi italského regionu Toskánsko. 

## Rozdělení
Církevní oblast Toskánsko tvoří tři metropole, jejich třináct sufragánních diecézí a dále dvě církevní jednotky bezprostředně podřízené Svatému Stolci:
- Arcidiecéze florentská
  - Diecéze Arezzo-Cortona-Sansepolcro
  - Diecéze Fiesole
  - Diecéze Pistoia
  - Diecéze Prato
  - Diecéze San Miniato
- Arcidiecéze pisánská
  - Diecéze Livorno
  - Diecéze Massa Carrara-Pontremoli
  - Diecéze Pescia
  - Diecéze Volterra
- Arcidiecéze Siena-Colle di Val d'Elsa-Montalcino
  - Diecéze Grosseto
  - Diecéze Massa Marittima-Piombino
  - Diecéze Montepulciano-Chiusi-Pienza
  - Diecéze Pitigliano-Sovana-Orbetello
- Územní opatství Monte Oliveto Maggiore bezprostředně podřízené Svatému Stolci.
- Arcidiecéze Lucca arcibiskupství bezprostředně podřízené Svatému Stolci.

## Statistiky
- plocha: 22 500 km²
- počet obyvatel: 3 649 331
- počet farností: 2 474

## Biskupská konference oblasti Toskánsko
- Předseda: kardinál Giuseppe Betori, arcibiskup florentský
- Místopředseda: Giovanni Paolo Benotto, arcibiskup pisánský
- Sekretář: Fausto Tardelli, biskup v pistojský